# Raúl Calderón (ur. 1993)
Raúl Fernando Calderón Hernández (ur. 10 marca 1993 w mieście Gwatemala) – gwatemalski piłkarz występujący na pozycji prawego obrońcy, od 2025 roku zawodnik Xelajú MC.
Jego ojciec Raúl Calderón i brat César Calderón również są piłkarzami.